# Philippe Reinhardt
Pour les articles homonymes, voir Reinhardt.
Philippe Reinhardt, né à Zurich le 14 mai 1981, est un acteur suisse.

## Filmographie partielle

### Au cinéma
- 2007 : Kein Bund fürs Leben : Norman
- 2008 : 1 1/2 Ritter - Auf der Suche nach der hinreißenden Herzelinde : Kettenhund
- 2008 : Der goldene Nazivampir von Absam 2 - Das Geheimnis von Schloß Kottlitz : SS-Wache
- 2009 : Champions : Journalist
- 2012 : Match : Max
- 2012 : Nachtexpress : Hoger
- 2012 : Overbooked : Harald Bloch
- 2013 : Stalingrad (en 3D) de Fiodor Bondartchouk : Gotfrid
- 2014 : Simplify Your Soul : Karl Rothstein
- 2014 : The Perfect Husband : Hans
- 2016 : Erwartungen : Torsten
- 2016 : Je suis un professeur (I Am a Teacher) : Kuns
- 2016 : Seitenwechsel : Mann in der Bar
- 2016 : Zhenikh : Helmut
- 2017 : Strassenkaiser : Adrian
- 2018 : Go West !
- 2018 : Sobibor

### À la télévision
- Soko brigade des stups (série télévisée, 2 épisodes)
  - 2007 : Tief gefallen : Gärtner
  - 2008 : Der Nachfolger : Verhandlungsführer
- 2009 : Facteur 8 : Alerte en plein ciel (Faktor 8 - Der Tag ist gekommen) de Rainer Matsutani (téléfilm)